# Vincent Moon

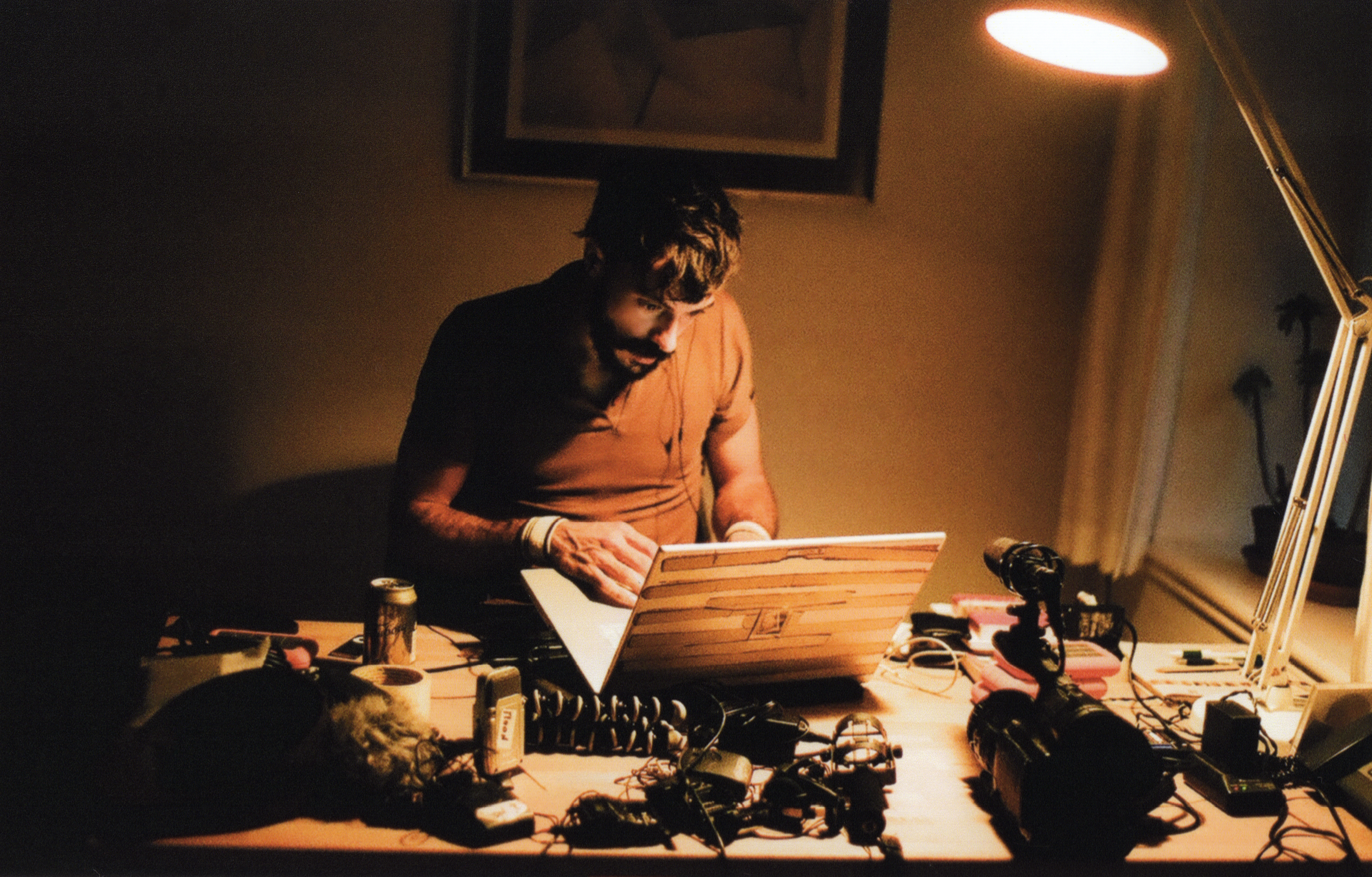
Vincent Moon

Vincent Moon, pseudoniem van Mathieu Saura (Parijs, 25 augustus 1979), is een Franse filmregisseur van videoclips, documentaires en experimentele films werkend in New York en Parijs. Moon was aanvankelijk gestart voor enkel indierockacts, maar hij is nu tevens actief voor mainstream acts als R.E.M. en Tom Jones.

## Werk
Moon portretteerde met zijn serie clips een grote hoeveelheid beroemde indierock-artiesten. Onder de noemer The Take-Away Shows begon hij in 2006 voor de website La Blogothèque videoclips te maken, voornamelijk op ongebruikelijke plekken en in een akoestische opzet. Hij maakte ook een serie die In The Van heette, waarin hij een tiental artiesten, waaronder onder andere Daniel Johnston, een performance liet doen in een auto.
Hij heeft clips gemaakt voor artiesten als R.E.M., Tom Jones, Bloc Party, Seasick Steve, Fleet Foxes, The Wombats, dEUS, An Pierlé, Bon Iver, Black Lips, Yeasayer, Liars, R.E.M., Arcade Fire, O'Death, The Ex, De Kift, Stephen Malkmus, Scout Niblett, Caribou, Vic Chesnutt, Architecture in Helsinki, The National, The Young Gods, The Shins, Andrew Bird, The Kooks, Okkervil River, Xiu Xiu, Sufjan Stevens en Beirut.
Naast de serie clips maakte hij ook een aantal experimentele films, zoals Changes in Rhythm, dat ingaat op de investeringen van Coca-Cola in Tanzania, en een documentaire over de All Tomorrow's Parties-edities van 2008 en 2009 in New York.
Moon is in 2009 gevraagd als curator over een van de dagen van het Guitares au Palais-festival in Perpignan, waarbij hij een serie musici bijeenbrengt voor een documentaire. Een van de betrokken bands is het Nederlandse The Moi Non Plus.

## Stijl
Moons stijl wordt gedomineerd door geïmproviseerde ruwe snelle opnamen, die qua esthetiek veel parallellen vertonen met de lo-fi-muziekstroming en de Dogma 95-filmstijl. Zijn opnamen zijn vergelijkbaar met de field recordings van Alan Lomax of de John Peel-sessies.
In 2008 kocht Sony een serie clips aan voor een van hun dochterondernemingen.
VPRO's 3voor12 heeft een soortgelijk concept opgericht onder de noemer Behind Closed Doors.

## Videoclips

### The Take-Away Shows
- Take-Away Show #1 - The Spinto Band
- Take-Away Show #2 - Jens Lekman
- Take-Away Show #3 - Thomas Dybdahl
- Take-Away Show #4 - Jeffrey Lewis
- Take-Away Show #5 - Ramona Cordova
- Take-Away Show #6 - Okkervil River
- Take-Away Show #7 - Mojave 3
- Take-Away Show #8 - Casiotone For The Painfully Alone
- Take-Away Show #9 - Suart Staples
- Take-Away Show #10 - Xiu Xiu
- Take-Away Show #11 - Grizzly Bear
- Take-Away Show #12 - The Kooks
- Take-Away Show #13 - Islands
- Take-Away Show #14 - Volcano!
- Take-Away Show #15 - Elysian Fields
- Take-Away Show #16 - My Brightest Diamond
- Take-Away Show #17 - Doveman
- Take-Away Show #18 - The Divine Comedy
- Take-Away Show #19 - Dean and Britta
- Take-Away Show #20 - Polar
- Take-Away Show #21 - Herman Dune
- Take-Away Show #22 - The Hidden Cameras
- Take-Away Show #23 - Au Revoir Simone
- Take-Away Show #24 - I'm from Barcelona
- Take-Away Show #25 - Guillemots
- Take-Away Show #26 - Lapin Machin
- Take-Away Show #27 - Kria Brekkan
- Take-Away Show #28 - Tapes 'n Tapes
- Take-Away Show #29 - First Nation & Bear in Heaven
- Take-Away Show #30 - Alamo Race Track
- Take-Away Show #31 - Cali
- Take-Away Show #32 - Stars Like Fleas
- Take-Away Show #33 - Tobias Froberg
- Take-Away Show #34 - Tahiti Boy
- Take-Away Show #35 - Cold War Kids
- Take-Away Show #36 - The Low Lows
- Take-Away Show #37 - Francois Virot
- Take-Away Show #38 - Eagle*Seagull
- Take-Away Show #39 - Essie Jain
- Take-Away Show #40 - The National
- Take-Away Show #41 - Arcade Fire
- Take-Away Show #42 - Chris Garneau
- Take-Away Show #43 - The Ruby Suns
- Take-Away Show #44 - The Shins
- Take-Away Show #45 - Andrew Bird
- Take-Away Show #46 - Alan Sparhawk (Low)
- Take-Away Show #47 - Benni Hemm Hemm
- Take-Away Show #48 - Jeremy Warmsley
- Take-Away Show #49 - Damon and Naomi
- Take-Away Show #50 - Sufjan Stevens
- Take-Away Show #51 - Lonely, Dear
- Take-Away Show #52 - Of Montreal vs Axe Riverboy
- Take-Away Show #53 - Keren Ann
- Take-Away Show #54 - Voxtrot/Sparrow House
- Take-Away Show #55 - Dirty Projectors
- Take-Away Show #56 - Pascal Comelade
- Take-Away Show #57 - Rio en Medio
- Take-Away Show #58 - Architecture in Helsinki
- Take-Away Show #59 - Inlets/Marla Hansen
- Take-Away Show #60 - Soirée à Emporter feat. Zach Condon, Kocani Orkestar, Inlets, Jeremy Warmsley, Sparrow House, Sebastian Schuller and David-Ivar Herman Düne
- Take-Away Show #61 - Liars
- Take-Away Show #62 - Menomena
- Take-Away Show #63 - Gravenhurst
- Take-Away Show #64 - Beirut
- Take-Away Show #65 - Final Fantasy
- Take-Away Show #66 - Elvis Perkins
- Take-Away Show #67 - St. Vincent
- Take-Away Show #68 - Crammed Discs Week
- Take-Away Show #69 - Malajube
- Take-Away Show #70 - Paris, Lost in Texas (Austin, Texas) feat. Jad Fair, Peter and the Wolf and Sparrow House.
- Take-Away Show #71 - Department of Eagles
- Take-Away Show #72 - Jonquil
- Take-Away Show #73 - A Hawk and a Hacksaw
- Take-Away Show #74 - Vic Chesnutt
- Take-Away Show #75 - Marissa Nadler
- Take-Away Show #76 - Caribou
- Take-Away Show #77 - Taraf de Haidouks
- Take-Away Show #78 - Scout Niblett
- Take-Away Show #79 - Alela Diane
- Take-Away Show #80 - Vampire Weekend
- Take-Away Show #81 - Castanets
- Take-Away Show #82 - Animal Collective
- Take-Away Show #83 - Sid Touré
- Take-Away Show #84 - The Ex
- Take-Away Show #85 - De Kift
- Take-Away Show #86 - Stephen Malkmus
- Take-Away Show #87 - Yeasayer
- Take-Away Show #88 - Pigeon John
- Take-Away Show #89 - R.E.M.
- Take-Away Show #90 - Bowerbirds
- Take-Away Show #91 - Noah and the Whale
- Take-Away Show #92 - Winter Family
- Take-Away Show #93 - Bon Iver
- Take-Away Show #94 - Gaspar Claus and Pedro Soler
- Take-Away Show #95 - Man Man
- Take-Away Show #96 - Seasick Steve
- Take-Away Show #97 - Tom Jones

## Filmografie
- Instant Stuff
- Changes in Rhythm
- A Skin, a Night[3]